# 제주특별자치도교육청
제주특별자치도교육청(濟州特別自治道敎育廳, Jeju Special Self-Governing Provincial Office of Education)은 대한민국 국가행정사무 중 제주특별자치도청에 위임된 교육·학예에 관한 업무를 담당하는 지방교육행정기관이다. 제주특별자치도교육감은 차관급 지방정무직공무원으로 보한다. 제주특별자치도 제주시 문연로 5 (연동 311-46)에 위치하고 있다.

## 연혁
- 1952년: 제주시교육장 설치.
- 1962년: 제주시교육장 폐지. 소관 사무는 제주도청 교육과로 이관.
- 1964년: 교육자치제 실시로 일반행정에서 분리, 제주도교육위원회 설치.
- 1991년: 제주도교육청으로 개편.
- 2006년: 제주특별자치도교육청으로 개편.

## 조직
| \| 실·국 \| 담당관실·과 \| \| 교육감 산하 하부조직 \| 교육감 산하 하부조직 \| \| ---------------------- \| -------------------------------------------------------------------- \| \| \| - 소통지원관실 \| \| 부교육감 산하 하부조직 \| \| \| \| - 감사관실 \| \| 정책기획실 \| - 정책기획과 - 교육예산과 - 국제교육과 - 민주시민교육과 \| \| 교육국 \| - 초등교육과 - 중등교육과 - 창의정보과 - 진로환경교육과 - 체육건강과 \| \| 안전복지국 \| - 안전관리과 - 정서복지과 - 교육시설과 \| \| 행정국 \| - 총무과 - 교육행정과 - 교육재정과 - 미래학교추진단[내용 1] \| | - 탐라교육원 - 제주교육과학연구원 - 제주국제교육정보원 - 제주학생문화원 - 서귀포학생문화원 - 제주교육박물관 - 제주도서관 - 서귀포학생문화원도서관 - 제주유아교육진흥원 - 제주특별자치도특성화고등학교공동실습소 - 제주고등학교부설농업계고등학교공동실습소 - 한림공업고등학교부설공업계고등학교공동실습소 - 제주시교육지원청 - 서귀포시교육지원청 |  |
| 실·국 | 담당관실·과 |  |
| 교육감 산하 하부조직 | |  |
| | - 소통지원관실 |  |
| 부교육감 산하 하부조직 | |  |
| | - 감사관실 |  |
| 정책기획실 | - 정책기획과 - 교육예산과 - 국제교육과 - 민주시민교육과 |  |
| 교육국 | - 초등교육과 - 중등교육과 - 창의정보과 - 진로환경교육과 - 체육건강과 |  |
| 안전복지국 | - 안전관리과 - 정서복지과 - 교육시설과 |  |
| 행정국 | - 총무과 - 교육행정과 - 교육재정과 - 미래학교추진단 |  |

### 교육지원청

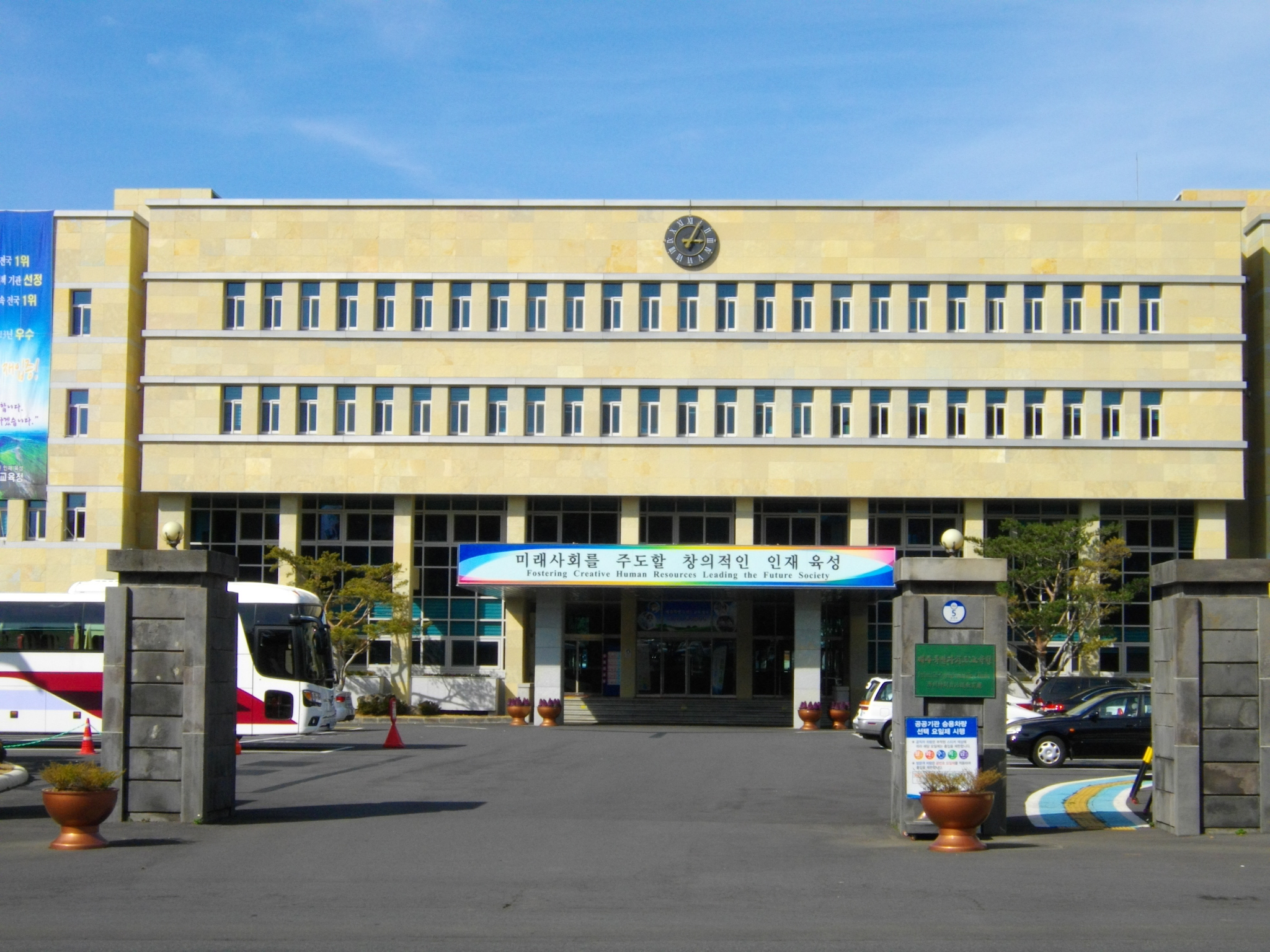
제주특별자치도교육청 청사

## 같이 보기
- 제주특별자치도교육감
- 제주특별자치도 부교육감
- 대한민국 교육부
- 제주특별자치도청
- 제주특별자치도의회

### 내용주
1. ↑  2026년 8월 31일까지 존속하는 한시조직

### 참조주
1. ↑  사회복지시설 찾은 제주도교육청, 《뉴시스》2012년 12월 3일 장재혁 기자
2. ↑  제주특별자치도교육청 내년 290억 부담[깨진 링크(과거 내용 찾기)]《제주저널》2012년 11월 5일
3. ↑  제주도교육청, 예산편성 때 주민의견 수렴《미디어제주》2012년 9월 3일 김형훈 기자